# Monumentul lui Vasile Alecsandri din Bălți
Bustul lui Vasile Alecsandri din Bălți se află pe Piața Vasile Alecsandri.
Donație a Societății Culturale „Mihai Viteazul" din Iași (România). Bustul din bronz este instalat pe soclul din piatră de Cosăuți. Se află în fața Teatrului Național „V. Alecsandri".